# 自然·天文学
《自然·天文学》（Nature Astronomy）是由施普林格‧自然公司（Springer Nature）旗下的自然出版集团出版的在线同行评审科学期刊。它于2017年1月首次出版（第1卷第1期），不过第一篇文章已在2016年12月在线發表  。《自然·天文学》在2019年首次获得期刊影响因子，数值为10.500。《自然·天文学》发表有關天文学、天体物理学、行星科学和宇宙学方面的研究成果。